# Список глав правительства Хорватии
Список глав правительства Хорватии включает руководителей правительств Хорватии, в том числе территориальные правительства 1918—1921 годов() и 1939—1941 годов(), а также правительств сербских государственных образований на территории Хорватии, существовавших в 1991—1995 годах(), независимо от исторического наименования должности руководителя правительства и степени независимости государства в этот период.
Правительство Хорватии (хорв. Vlada Hrvatske, официально Правительство Республики Хорватия, хорв. Vlada Republike Hrvatske) является главной исполнительной ветвью власти в Хорватии. Возглавляющий его в настоящее время Председатель правительства Республики Хорватии (хорв. Predsjednik Vlade Republike Hrvatske, неофициально премьер, хорв. premijer) назначается Президентом Хорватии; после вынесения ему вотума доверия в Саборе решение о назначении также подписывается спикером парламента. В настоящее время в правительство входят 4 заместителя премьера (из них первый заместитель замещает премьера при недееспособности или отсутствии), обладающие и министерскими полномочиями, и 16 министров; члены правительства назначаются премьером и утверждаются Сабором. Структура, оперативные процедуры и процессы принятия решений определяются Законом О Правительстве Республики Хорватия. Действующая конституция Хорватии предусматривает, что правительство вносит в Сабор проекты законодательных актов, предлагает бюджет и представляет финансовые отчеты, исполняет законы и другие решения парламента, принимает для этого постановления и административные акты, определяет внешнюю и внутреннюю политику, руководит и контролирует функционирование государственного управления, содействует экономическому развитию страны, руководит деятельностью и развитием государственных служб и осуществляет иную деятельность, соответствующую положениям конституции и применимому законодательству, назначает и смещает должностных лиц и гражданских служащих в пределах своих полномочий, принимает решения в случаях коллизии юрисдикции между государственными институтами, отвечает на вопросы парламентского большинства и представителей оппозиции, готовит предложения по новому законодательству и другим нормативным актам, даёт заключения по законодательству и другим нормативным актам и принимает стратегии экономического и социального развития страны.

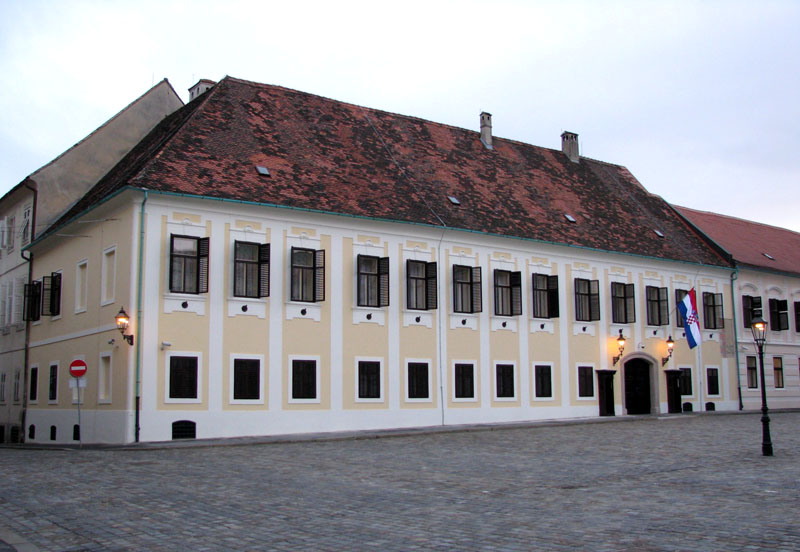
Банские дворы, резиденция правительства

Резиденцией правительства являются Банские дворы, расположенные на западной стороне площади святого Марка в центре Загреба, построенные во времена бана Игнаца Дьюлаи в первой половине XIX века.
Использованная в первом столбце таблиц нумерация является условной; также условным является использование в первом столбце цветовой заливки, служащей для упрощения восприятия принадлежности лиц к различным политическим силам без необходимости обращения к столбцу, отражающему партийную принадлежность. Наряду с партийной принадлежностью, в столбце «Партия» также отражён внепартийный (независимый) статус персоналий. В столбце «Выборы» отражены состоявшиеся выборные процедуры; в случае, если глава правительства получил полномочия без таковых, столбец не заполняется. Для удобства список разделён на принятые в историографии периоды истории страны. Приведённые в преамбулах к каждому из разделов описания этих периодов призваны пояснить особенности политической жизни.

## Королевство Хорватия и Славония (1868—1918)
Королевство Хорватия и Славония (сербохорв. Kraljevina Hrvatska i Slavonija, венг. Horvát-Szlavón Királyság, нем. Königreich Kroatien und Slawonien) было номинально автономным королевством в составе Австро-Венгерской империи. Оно было создано хорватско-венгерским соглашением (хорв. Hrvatsko-ugarska nagodba), утверждённым императором Францем Иосифом 12 ноября 1868 года, определившим положение Хорватии и Славонии в составе Земель короны Святого Иштвана (Транслейтании). Объединило в себе Королевство Хорватию и Королевство Славонию, с последующим включением 8 января 1881 года сопряжённых с ними земель Военной границы. Официальным названием королевства было Королевство Хорватии, Славонии и Далмации (сербохорв. Kraljevina Hrvatsku, Dalmaciju i Slavoniju, лат. Regnum Croatiae, Dalmatiae et Slavoniae), что связано со спорностью отнесения Королевства Далмации (традиционно считавшегося принадлежащим короне Святого Иштвана) в состав Цислейтании; в историографии за ним закрепилось название Триединое королевство (сербохорв. Trojedna kraljevina). Официальным языком был признан хорватский, однако ещё в 1850 году крупнейшими сербскими и хорватскими учёными было подписано «Венское литературное соглашение» — первый из двух договоров о единстве сербскохорватского языка.
В качестве исполнительного органа в 1868 году в королевстве было создано Королевское земельное правительство Хорватии, Славонии и Далмации (сербохорв. Kraljevska Zemaljska vlada Hrvatske, Slavonije i Dalmacije) с местонахождением в Загребе, во главе с утверждаемым королём по представлению венгерского министра-президента баном (сербохорв. Ban), в ведении которого находились три департамента: внутренних дел (сербохорв. Odjel za unutarnje poslove), религии и образования (сербохорв. Odjel za bogoštovlje i nastavu) и юстиции (сербохорв. Odjel za pravosuđe); в 1914 году дополнительно был создан департамент народного хозяйства (сербохорв. Odjel za narodno gospodarstvo). 8 декабря 1868 года первым баном в новом качестве официально стал назначенный 27 июня 1867 года королевским наместником (баном) Хорватии барон Левин Раух. В тот же день в венгерском правительстве был назначен министр по делам Хорватии, Славонии и Далмации (венг. horvát-szlavón-dalmát tárca nélküli miniszter, сербохорв. hrvatsko-slavonsko-dalmatinski ministar bez lisnice) Коломан Бедекович.
29 октября 1918 года хорватский сабор проголосовал за прекращение унии с Королевством Венгрией (днём позже венгерское Государственное собрание утвердило это решение) и за образование Государства Словенцев, Хорватов и Сербов.
|        | Портрет        | Имя (годы жизни)                                                                                               | Полномочия       | Полномочия       | Партия                                   | Выборы          | Пр.           |
| Начало | Портрет        | Имя (годы жизни)                                                                                               | Окончание        |                  | Партия                                   | Выборы          | Пр.           |
| ------ | -------------- | --- | ---------------- | ---------------- | ---------------------------------------- | --------------- | ------------- |
| 1      |                | барон Левин Раух (1819—1890) венг. báró Rauch Levin                                                            | 8 декабря 1868   | 26 января 1871   | Юнионистская партия                      | (1867)          | [ 10 ]        |
| 2      |                | Коломан Бедекович (1818—1889) сербохорв. Koloman Bedeković венг. Bedekovich Kálmán                             | 26 января 1871   | 12 февраля 1872  | Юнионистская партия                      | 1871            | [ 11 ] [ 12 ] |
| и. о.  |                | Антун Ваканович (1808—1894) сербохорв. Antun Vakanović венг. Vakanovich Antal                                  | 17 февраля 1872  | 20 сентября 1873 | Юнионистская партия                      | 1872            | [ 13 ]        |
| 3      |                | Иван Мажуранич (1814—1890) сербохорв. Ivan Mažuranić венг. Mazuranics Iván                                     | 20 сентября 1873 | 21 февраля 1880  | Народная партия                          | 1872            | [ 14 ] [ 15 ] |
| 3      | 1878           | Иван Мажуранич (1814—1890) сербохорв. Ivan Mažuranić венг. Mazuranics Iván                                     | 20 сентября 1873 | 21 февраля 1880  | Народная партия                          |                 | [ 14 ] [ 15 ] |
| 4      |                | граф Ладислав Пеячевич (1824—1901) сербохорв. Ladislav Pejačević венг. gróf Pejacsevich László                 | 21 февраля 1880  | 4 сентября 1883  | Юнионистская партия                      | [ 16 ]          |               |
| 4      | 1881           | граф Ладислав Пеячевич (1824—1901) сербохорв. Ladislav Pejačević венг. gróf Pejacsevich László                 | 21 февраля 1880  | 4 сентября 1883  | Юнионистская партия                      | [ 16 ]          |               |
| 4      | 1883           | граф Ладислав Пеячевич (1824—1901) сербохорв. Ladislav Pejačević венг. gróf Pejacsevich László                 | 21 февраля 1880  | 4 сентября 1883  | Юнионистская партия                      | [ 16 ]          |               |
| и. о.  |                | генерал, фрайхерр Герман фон Рамберг (1820—1899) нем. Hermann von Ramberg                                      | 4 сентября 1883  | 1 декабря 1883   | армия                                    | [ 17 ]          |               |
| 5      |                | граф Карой Куэн-Хедервари (1849—1918) венг. gróf Khuen-Héderváry Károly (урожд. Карой Куэн венг. Khuen Károly) | 1 декабря 1883   | 27 июня 1903     | Либеральная партия (Королевство Венгрия) | [ 18 ] [ 19 ]   |               |
| 5      | 1884           | граф Карой Куэн-Хедервари (1849—1918) венг. gróf Khuen-Héderváry Károly (урожд. Карой Куэн венг. Khuen Károly) | 1 декабря 1883   | 27 июня 1903     | Либеральная партия (Королевство Венгрия) | [ 18 ] [ 19 ]   |               |
| 5      | 1887           | граф Карой Куэн-Хедервари (1849—1918) венг. gróf Khuen-Héderváry Károly (урожд. Карой Куэн венг. Khuen Károly) | 1 декабря 1883   | 27 июня 1903     | Либеральная партия (Королевство Венгрия) | [ 18 ] [ 19 ]   |               |
| 5      | 1892           | граф Карой Куэн-Хедервари (1849—1918) венг. gróf Khuen-Héderváry Károly (урожд. Карой Куэн венг. Khuen Károly) | 1 декабря 1883   | 27 июня 1903     | Либеральная партия (Королевство Венгрия) | [ 18 ] [ 19 ]   |               |
| 5      | 1897           | граф Карой Куэн-Хедервари (1849—1918) венг. gróf Khuen-Héderváry Károly (урожд. Карой Куэн венг. Khuen Károly) | 1 декабря 1883   | 27 июня 1903     | Либеральная партия (Королевство Венгрия) | [ 18 ] [ 19 ]   |               |
| 5      | 1901           | граф Карой Куэн-Хедервари (1849—1918) венг. gróf Khuen-Héderváry Károly (урожд. Карой Куэн венг. Khuen Károly) | 1 декабря 1883   | 27 июня 1903     | Либеральная партия (Королевство Венгрия) | [ 18 ] [ 19 ]   |               |
| 6      |                | граф Теодор Пеячевич (1855—1928) сербохорв. Teodor Pejačević венг. gróf Pejácsevich Tivadar                    | 1 июля 1903      | 28 июня 1907     | Юнионистская партия                      | [ 20 ]          |               |
| 6      | 1906           | граф Теодор Пеячевич (1855—1928) сербохорв. Teodor Pejačević венг. gróf Pejácsevich Tivadar                    | 1 июля 1903      | 28 июня 1907     | Юнионистская партия                      | [ 20 ]          |               |
| 7      |                | Шандор Ракодцаи (1848—1924) венг. Rakodczay Sándor сербохорв. Aleksandar Rakodczay                             | 28 июня 1907     | 11 января 1908   | независимый                              | [ 21 ]          |               |
| 8      |                | барон Павао Рауч (1865—1933) венг. báró Rauch Pál сербохорв. Pavao Rauch                                       | 11 января 1908   | 6 февраля 1910   | Юнионистская партия                      | 1908            | [ 22 ] [ 23 ] |
| 9 (I)  |                | барон Славко Цувай (1851—1931) сербохорв. Slavko Cuvaj                                                         | 6 февраля 1910   | 10 февраля 1910  | Хорватская народная прогрессивная партия | 1908            | [ 24 ] [ 25 ] |
| 10     |                | Никола Томашич (1864—1918) сербохорв. Nikola Tomašić венг. Tomassich Miklós                                    | 10 февраля 1910  | 25 января 1912   | Хорватская народная прогрессивная партия | 1910            | [ 26 ]        |
| 9 (II) |                | барон Славко Цувай (1851—1931) сербохорв. Slavko Cuvaj                                                         | 25 января 1912   | 3 апреля 1912    | Хорватская народная прогрессивная партия | 1911            | [ 24 ] [ 25 ] |
| и. о.  | 3 апреля 1912  | барон Славко Цувай (1851—1931) сербохорв. Slavko Cuvaj                                                         | 21 июля 1913     |                  | Хорватская народная прогрессивная партия | 1911            | [ 24 ] [ 25 ] |
| и. о.  |                | барон Иван Шкрлец (1873—1951) венг. Iván báró Skerlecz сербохорв. Ivan Škrlec                                  | 21 июля 1913     | 25 ноября 1913   | независимый                              | 1911            | [ 27 ]        |
| 11     | 25 ноября 1913 | барон Иван Шкрлец (1873—1951) венг. Iván báró Skerlecz сербохорв. Ivan Škrlec                                  | 29 июня 1917     | 1913             | независимый                              |                 | [ 27 ]        |
| 12     |                | Антун Михалович (1868—1949) сербохорв. Antun Mihalović                                                         | 29 июня 1917     | 1913             | независимый                              | 29 октября 1918 | [ 28 ] [ 29 ] |

## Государство Словенцев, Хорватов и Сербов (1918)

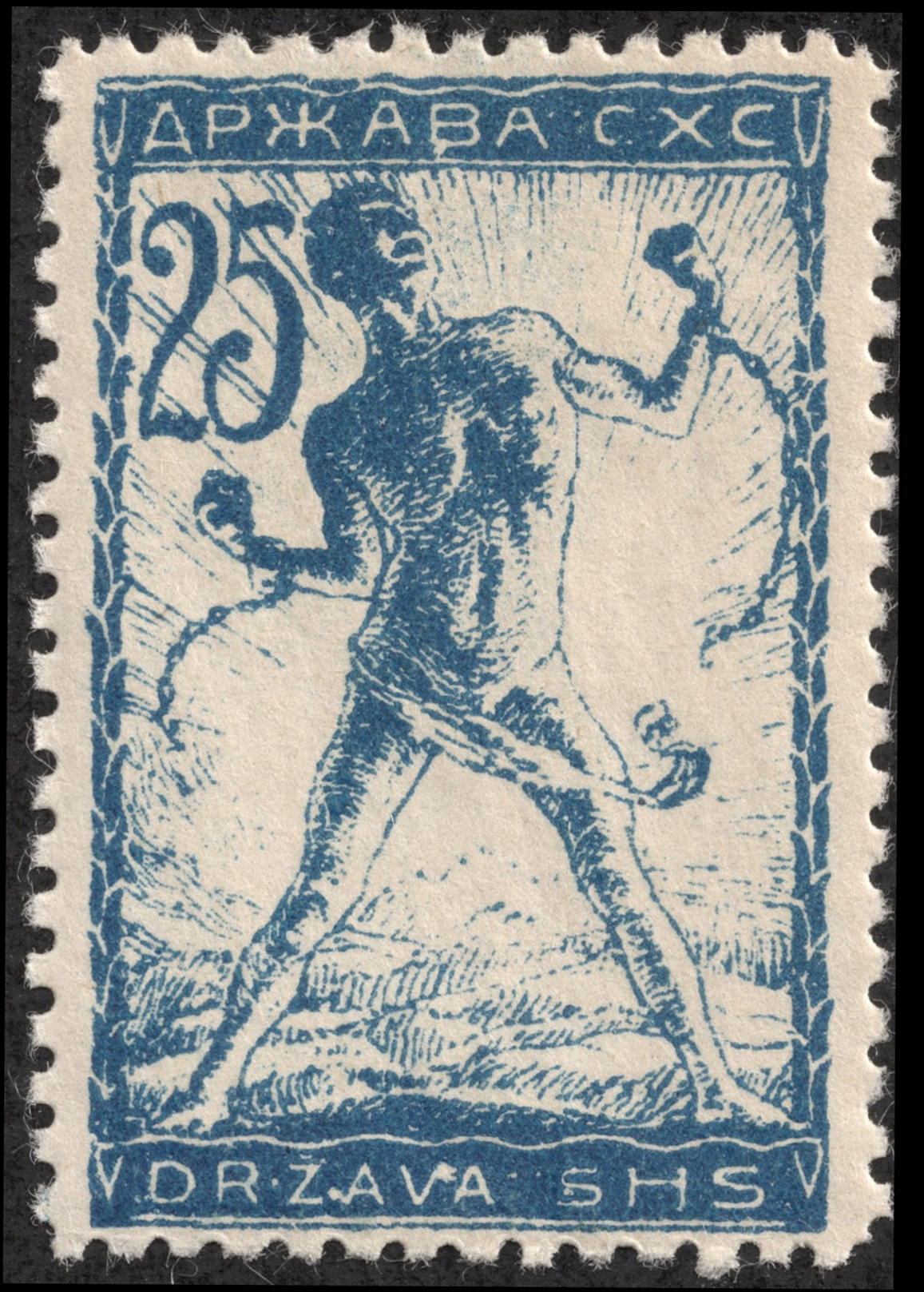
Почтовая марка ГСХС серии Веригар

Государство Словенцев, Хорватов и Сербов (сербохорв. Država Slovenaca, Hrvata i Srba; Држава Словенаца, Хрвата и Срба, словен. Država Slovencev, Hrvatov in Srbov) объединило в ходе распада Австро-Венгрии входившие в состав империи южно-славянские земли (Королевство Хорватия и Славония, Королевство Далмация, Босния и Герцеговина, Крайна). Было провозглашено 29 октября 1918 года Народным вече словенцев, хорватов и сербов (сербохорв. Narodno vijeće Slovenaca, Hrvata i Srba; Народно вијеће Словенаца, Хрвата и Срба, словен. Narodni svet Slovencev, Hrvatov in Srbov), представительным органом южно-славянских народов Австро-Венгрии, образованным 5 октября 1918 года в Загребе и сыгравшим важнейшую роль в образовании независимого южно-славянского государства. 19 октября 1918 года Вече отклонило манифест императора Карла I (предлагавший федерализацию империи), и объявило, что является единственным органом, отвечающим за политику национального государства южных славян. 29 октября 1918 года Хорватский сабор также передал свои полномочия Вече. Таким образом, новое государство после его провозглашения возглавили руководители Вече — его президент (сербохорв. predsjednik; предсjедник) словенец Антон Корошец и заместители президента (сербохорв. potpredsjednici; потпредсjедници) серб Светозар Прибичевич и хорват Анте Павелич. Полномочия возглавляемого баном Антуном Михаловичем правительства Королевства Хорватия и Славония были распространены на всю территорию государства, а само правительство расширено до 11 департаментов.
19 декабря 1918 года Государство Словенцев, Хорватов и Сербов вошло в Королевство Сербов, Хорватов и Словенцев (провозглашено 1 декабря 1918 года, с 1929 года — Королевство Югославия).
|        | Портрет | Имя (годы жизни)                                       | Полномочия      | Полномочия      | Партия      | Пр.           |
| Начало | Портрет | Имя (годы жизни)                                       | Окончание       |                 | Партия      | Пр.           |
| ------ | ------- | ------------------------------------------------------ | --------------- | --------------- | ----------- | ------------- |
| (12)   |         | Антун Михалович (1868—1949) сербохорв. Antun Mihalović | 29 октября 1918 | 19 декабря 1918 | независимый | [ 28 ] [ 29 ] |

## Хорватские провинции в Королевстве Сербов, Хорватов и Словенцев (1918—1925)

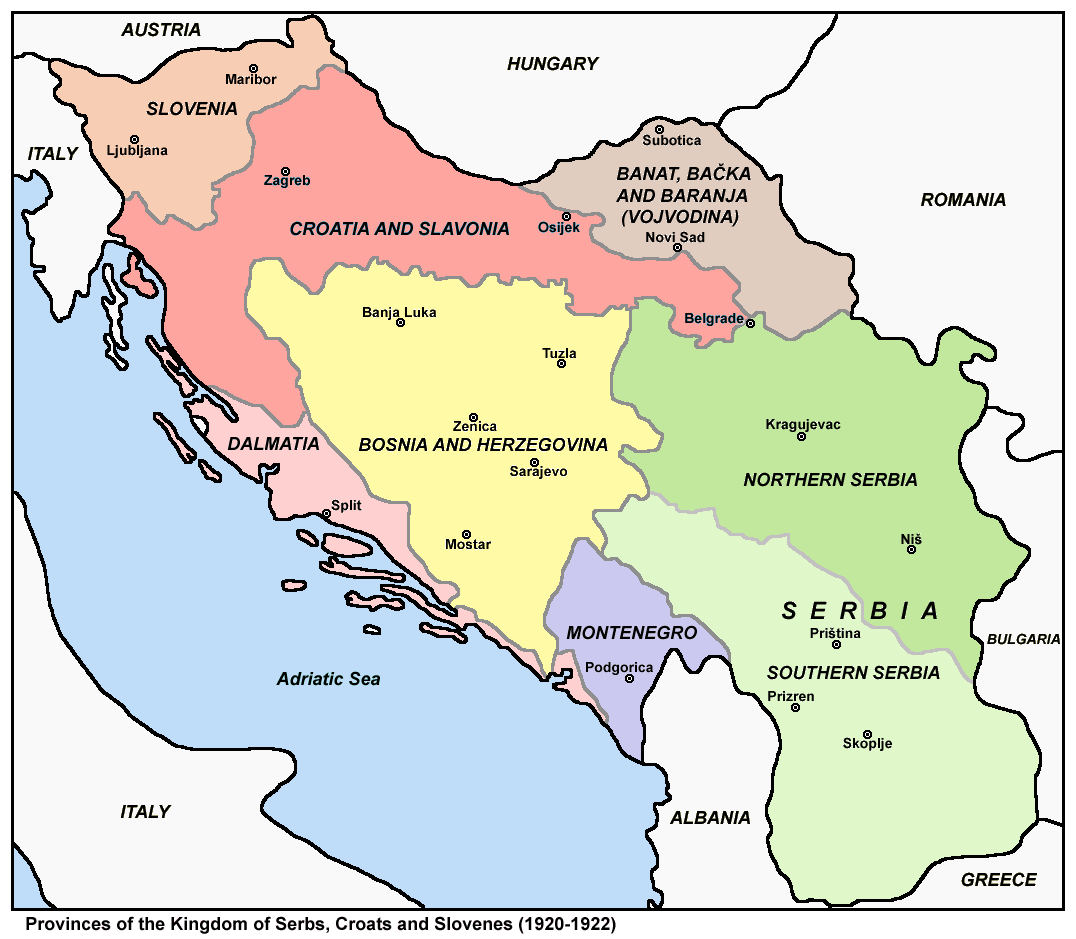
Провинции КСХС
Хорватия и Славония
Далмация

Королевство Сербов, Хорватов и Словенцев (с 1929 года — Королевство Югославия) территориально было разделено на соответствовавшие историческим областям провинции (сербохорв. pokraјine; покрајине), две из которых в целом соответствовали современной территории Хорватии — Хорватия и Славония и Далмация. В отличие от территорий, входивших ранее в Королевство Сербия, эти земли управлялись провинциальными правительствами с обширными полномочиями по внутренним вопросам.

### Провинция Хорватия и Славония (1918—1925)
В созданной в 1918 году провинции Хорватия и Славония (сербохорв. Pokrajina Hrvatska i Slavonija; Покрајина Хрватска и Славонија) с центром в Загребе была сохранена существовавшая система управления; возглавляемое баном Антуном Михаловичем правительство сохраняло свои полномочия до 20 января 1919 года. В дальнейшем до 3 июля 1921 года провинциальное правительство (сербохорв. Zemeljska vlada; Земаљска влада) продолжало возглавляться банами.
Позже, до расформирования провинциальных органов власти 22 января 1925 года, центральным королевским правительством назначался глава провинциального управления (сербохорв. Pokraјinska uprava; Покрајинска управа), которое утратило признаки и полномочия местного правительства.
|        | Портрет | Имя (годы жизни)                                                | Полномочия      | Полномочия      | Партия      | Пр.           |
| Начало | Портрет | Имя (годы жизни)                                                | Окончание       |                 | Партия      | Пр.           |
| ------ | ------- | --------------------------------------------------------------- | --------------- | --------------- | ----------- | ------------- |
| (А)    |         | Антун Михалович (1868—1949) сербохорв. Antun Mihalović          | 19 декабря 1918 | 20 января 1919  | независимый | [ 28 ] [ 29 ] |
| Б      |         | Иван Палечек (1868—1945) сербохорв. Ivan Paleček                | 20 января 1919  | 24 ноября 1919  | независимый | [ 29 ]        |
| В (I)  |         | Томислав Томленович (1877—1945) сербохорв. Tomislav Tomljenović | 24 ноября 1919  | 22 февраля 1920 | независимый | [ 33 ]        |
| Г      |         | Матко Лагинья (1852—1930) сербохорв. Matko Laginja              | 22 февраля 1920 | 11 декабря 1920 | независимый | [ 34 ] [ 35 ] |
| и. о.  |         | Теодор Бошняк (1876—1942) сербохорв. Teodor Bošnjak             | 23 декабря 1920 | 2 марта 1921    | независимый | [ 36 ]        |
| В (II) |         | Томислав Томленович (1877—1945) сербохорв. Tomislav Tomljenović | 2 марта 1921    | 3 июля 1921     | независимый | [ 33 ]        |

### Провинция Далмация (1918—1924)
В созданной в 1918 году провинции Далмация (сербохорв. Pokrajina Dalmacija; Покрајина Далмација) с центром в Сплите 2 ноября 1918 года было сформировано провинциальное правительство (сербохорв. Zemeljska vlada; Земаљска влада) во главе с президентом правительства (сербохорв. predsjednik; предсjедник) Иваном Крстелем; оно сохраняло свои полномочия до расформирования провинциальных органов власти 18 июля 1924 года.
|        | Портрет | Имя (годы жизни)                                 | Полномочия    | Полномочия   | Партия                  | Пр.    |
| Начало | Портрет | Имя (годы жизни)                                 | Окончание     |              | Партия                  | Пр.    |
| ------ | ------- | ------------------------------------------------ | ------------- | ------------ | ----------------------- | ------ |
| А      |         | Иван Крстель (1867—1949) сербохорв. Ivan Krstelj | 2 ноября 1918 | 18 июля 1924 | Хорватская партия права | [ 37 ] |

## Хорватская бановина в Королевстве Югославия (1939—1941)

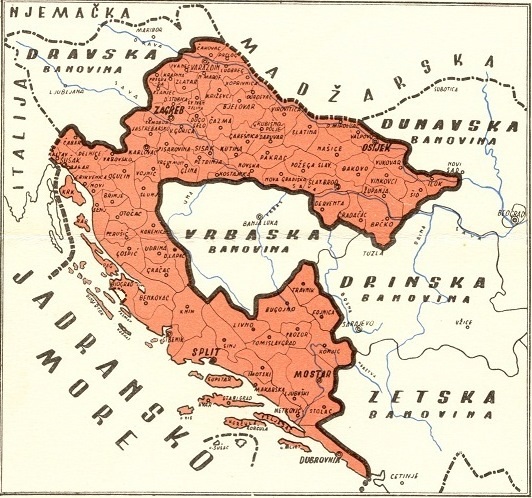
Хорватская бановина

Созданное 19 декабря 1918 года Королевство Сербов, Хорватов и Словенцев (сербохорв. Kraljevina Srba, Hrvata i Slovenaca; Краљевина Срба, Хрвата и Словенаца, словен. Kraljevina Srbov, Hrvatov in Slovencev) (после 3 октября 1929 года — Королевство Югославия (сербохорв. Kraljevina Jugoslavija; Краљевина Југославија, словен. Kraljevina Jugoslavija) являлось унитарным государством. Существовавшие на начальном этапе провинции с собственными правительствами, обладавшими обширными полномочиями во внутренних вопросах, были расформированы к 1925 году. Только по Соглашению Цветковича — Мачека от 26 августа 1939 года о создании Хорватской бановины (хорв. Banovina Hrvatska) эта административная единица, объединившая историческую территорию Хорватии с боснийскими и герцеговинскими землями с преобладанием хорватского населения, получила широкую автономию. В соответствии с соглашением королевское правительство продолжало контролировать вопросы обороны, внутренней безопасности, внешней политики, торговли и транспорта. Избранный Сабор и назначенный короной бан (им стал Иван Шубашич, заместитель председателя Хорватской крестьянской партии) получили право самоуправления в остальных вопросах.
10 апреля 1941 года территория бановины вошла в состав Независимого Государства Хорватия.
|        | Портрет | Имя (годы жизни)                                 | Полномочия      | Полномочия     | Партия                         | Выборы | Пр.    |
| Начало | Портрет | Имя (годы жизни)                                 | Окончание       |                | Партия                         | Выборы | Пр.    |
| ------ | ------- | ------------------------------------------------ | --------------- | -------------- | ------------------------------ | ------ | ------ |
| 13     |         | Иван Шубашич (1892—1955) сербохорв. Ivan Šubašić | 26 августа 1939 | 10 апреля 1941 | Хорватская крестьянская партия | 1940   | [ 42 ] |

## Независимое Государство Хорватия (1941—1945)
Независимое Государство Хорватия (хорв. Nezavisna Država Hrvatska, НГХ) было провозглашено 10 апреля 1941 года усташами после оккупации и раздела Югославии. Фактически являлось кондоминиумом Германии и Италии в 1941—1943 годах и сателлитом Германии в 1943—1945 годах. В его состав вошла часть современной Хорватии (без Истрии и большей части Далмации, отошедших Италии), а также вся современная Босния и Герцеговина, некоторые районы Словении и Срем. 11 сентября 1943 года Хорватия аннексировала территорию Далмации, ранее оккупированную Италией. Руководителем государства являлся поглавник (хорв. poglavnik — «вождь», «лидер») усташей Анте Павелич, полномочия которого были не ограничены. С 18 мая 1941 года и до своего отречения 31 июля 1943 года номинальным главой государства являлся король Томислав II; 2 сентября 1943 года поглавник официально возглавил государство, а для руководства кабинетом им был назначен президент правительства (хорв. predsjednik vlade) Никола Мандич.
6 мая 1945 года, когда германская армия ушла с Балкан, хорватское правительство покинуло Загреб. Вскоре Народно-освободительная армия Югославии под командованием Иосипа Броз Тито установила контроль над всей территорией НГХ.
|        | Портрет | Имя (годы жизни)                                    | Полномочия      | Полномочия      | Партия                                     | Должность                                          | Кабинет           | Пр.           |
| Начало | Портрет | Имя (годы жизни)                                    | Окончание       |                 | Партия                                     | Должность                                          | Кабинет           | Пр.           |
| ------ | ------- | --------------------------------------------------- | --------------- | --------------- | ------------------------------------------ | -------------------------------------------------- | ----------------- | ------------- |
| и. о.  |         | Славко Кватерник (1878—1947) хорв. Slavko Kvaternik | 10 апреля 1941  | 15 апреля 1941  | Усташи — хорватское революционное движение | [ комм. 4 ]                                        | [ комм. 4 ]       | [ 44 ] [ 45 ] |
| 14     |         | Анте Павелич (1892—1955) хорв. Ante Pavelić         | 10 апреля 1941  | 2 сентября 1943 | Усташи — хорватское революционное движение | поглавник хорв. poglavnik                          | Правительство НГХ | [ 46 ] [ 47 ] |
| 15     |         | Никола Мандич (1869—1945) хорв. Nikola Mandić       | 2 сентября 1943 | 8 мая 1945      | Усташи — хорватское революционное движение | председатель правительства хорв. predsjednik vlade | Правительство НГХ | [ 48 ]        |

## В составе Демократической Федеративной Югославии (1945)

Герб (1945)

29 ноября 1943 года в боснийском городе Яйце на второй сессии Антифашистского вече народного освобождения Югославии (АВНОЮ) было принято решение о строительстве после окончания Второй мировой войны демократического федеративного государства югославских народов под руководством Коммунистической партии Югославии. Были заложены основы федеративного устройства страны из 6 частей (Сербия, Хорватия, Босния и Герцеговина, Словения, Македония и Черногория).
9 мая 1944 года на третьей сессии Земельного антифашистского вече народного освобождения Хорватии было провозглашено Федеральное государство Хорватия (сербохорв. Federalna Država Hrvatska, Федерална Држава Хрватска), в противовес коллаборационистскому Независимому государству Хорватия. 7 марта 1945 года в Белграде было сформировано получившее международное признание временное правительство Демократической Федеративной Югославии во главе с Иосипом Броз Тито, в которое вошли и министры по делам каждого из составивших федерацию федеральных государств. Вскоре были сформированы правительства каждого из федеральных государств (9 апреля — Сербии, 14 апреля — Хорватии, 16 апреля — Македонии, 17 апреля — Черногории, 27 апреля — Боснии и Герцеговины, и 5 мая — Словении).
29 ноября 1945 года Учредительная скупщина Югославии окончательно ликвидировала монархию и провозгласила Федеративную Народную Республику Югославия, с преобразованием федеральных государств в народные республики, в числе которых была и Народная Республика Хорватия.
|           | Портрет      | Имя (годы жизни)                                         | Полномочия      | Полномочия     | Партия                            | Должность                                                                         | Пр.           |
| Начало    | Портрет      | Имя (годы жизни)                                         | Окончание       |                | Партия                            | Должность                                                                         | Пр.           |
| --------- | ------------ | -------------------------------------------------------- | --------------- | -------------- | --------------------------------- | --------------------------------------------------------------------------------- | ------------- |
| 16        |              | Павле Грегорич (1892—1989) сербохорв. Pavle Gregorić     | 7 марта 1945    | 14 апреля 1945 | Коммунистическая партия Югославии | министр Хорватии (во временном правительстве ДФЮ) сербохорв. ministar za Hrvatsku | [ 54 ] [ 55 ] |
| 17 (I—II) |              | Владимир Бакарич (1912—1983) сербохорв. Vladimir Bakarić | 14 апреля 1945  | 21 июля 1945   | Коммунистическая партия Югославии | председатель правительства сербохорв. predsjednik Vlade                           | [ 54 ] [ 56 ] |
| 17 (I—II) | 21 июля 1945 | Владимир Бакарич (1912—1983) сербохорв. Vladimir Bakarić | 26 февраля 1946 |                | Коммунистическая партия Югославии | председатель правительства сербохорв. predsjednik Vlade                           | [ 54 ] [ 56 ] |

## В составе ФНРЮ (1945—1963)

Герб (1947)

После провозглашения 29 ноября 1945 года Учредительной скупщиной Федеративной Народной Республики Югославия входившие в состав Демократической Федеративной Югославии государства были преобразованы в народные республики, в числе которых была и Народная Республика Хорватия (сербохорв. Narodna Republika Hrvatska, Народна Република Хрватска). Официально это название было принято 26 февраля 1946 года.
При образовании югославской федерации В состав Хорватии вошли Далмация, Меджумурье и Истрия, при этом преобладающие на значительной территории сербы получили статус «государствообразующего народа».
До 6 февраля 1953 года правительство Народной Республики Хорватии (сербохорв. Vlada Narodne Republike Hrvatske, Влада Народне Републике Хрватске) возглавлял его председатель (сербохорв. predsјеdnik vlade, предсједник владе), позже правительство получило название Исполнительное вече Народного сабора Народной Республики Хорватии (сербохорв. Izvršno veće Narodne sabore Narodne Republike Hrvatske, Извршно веће Народне саборе Народне Републике Хрватске), а его руководитель — председатель Исполнительного веча  (сербохорв. predsjednik Izvršnog veća, предсjeдник Извршног већа).
|           | Портрет          | Имя (годы жизни)                                         | Полномочия       | Полномочия     | Партия                                                                                           | Пр.           |
| Начало    | Портрет          | Имя (годы жизни)                                         | Окончание        |                | Партия                                                                                           | Пр.           |
| --------- | ---------------- | -------------------------------------------------------- | ---------------- | -------------- | ------------------------------------------------------------------------------------------------ | ------------- |
| 17 (II—V) |                  | Владимир Бакарич (1912—1983) сербохорв. Vladimir Bakarić | 26 февраля 1946  | 3 декабря 1946 | Коммунистическая партия Югославии → Коммунистическая партия Хорватии → Союз коммунистов Хорватии | [ 54 ] [ 56 ] |
| 17 (II—V) | 3 декабря 1946   | Владимир Бакарич (1912—1983) сербохорв. Vladimir Bakarić | 11 сентября 1950 |                | Коммунистическая партия Югославии → Коммунистическая партия Хорватии → Союз коммунистов Хорватии | [ 54 ] [ 56 ] |
| 17 (II—V) | 11 сентября 1950 | Владимир Бакарич (1912—1983) сербохорв. Vladimir Bakarić | 6 февраля 1953   |                | Коммунистическая партия Югославии → Коммунистическая партия Хорватии → Союз коммунистов Хорватии | [ 54 ] [ 56 ] |
| 17 (II—V) | 6 февраля 1953   | Владимир Бакарич (1912—1983) сербохорв. Vladimir Bakarić | 18 декабря 1953  |                | Коммунистическая партия Югославии → Коммунистическая партия Хорватии → Союз коммунистов Хорватии | [ 54 ] [ 56 ] |
| 18 (I—II) |                  | Яков Блажевич (1912—1996) сербохорв. Jakov Blažević      | 18 декабря 1953  | 10 апреля 1958 | Союз коммунистов Хорватии                                                                        | [ 54 ] [ 59 ] |
| 18 (I—II) | 10 апреля 1958   | Яков Блажевич (1912—1996) сербохорв. Jakov Blažević      | 10 июля 1962     |                | Союз коммунистов Хорватии                                                                        | [ 54 ] [ 59 ] |
| 19        |                  | Звонко Бркич (1912—1977) сербохорв. Zvonko Brkić         | 10 июля 1962     | 9 июня 1963    | Союз коммунистов Хорватии                                                                        | [ 54 ] [ 60 ] |

## В составе СФРЮ (1963—1991)
Вступившая в силу 7 апреля 1963 года новая конституция Югославии провозгласила страну социалистическим государством, в соответствии с чем его название было изменено на Социалистическая Федеративная Республика Югославия, а входившие в её состав республики получили название социалистических, включая Социалистическую республику Хорватию (сербохорв. Socijalistička Republika Hrvatska, Социјалистичка Република Хрватска). Официально это название было принято 9 июня 1963 года. По новой республиканской конституции правительство получило название Исполнительное вече Сабора Социалистической республики Хорватии (сербохорв. Izvršno veće Sabore Sociјаlističke Republike Hrvatske, Извршно веће Саборе Социјалистичке Републике Хрватске), название должности его руководителя было сохранено — председатель Исполнительного веча (сербохорв. predsjednik Izvršnog veća, предсjeдник Извршног већа).
25 июля 1990 года название республики было заменено на Республика Хорватия (сербохорв. Republika Hrvatska). Одновременно наименование должности руководителя правительства было изменено на «председатель» (сербохорв. predsjednik vlade Republike Hrvatske). Произошёл полный переход на использование в официальном документообороте гаевицы (хорватской латиницы), название языка «сербохорватский / хорвато-сербский» стало замещаться на «хорватский» с выделением собственной языковой и литературной нормы.
22 декабря 1990 года была принята новая конституция, провозгласившая страну «государством хорватов и национальных меньшинств, проживающих в Хорватии». 25 июня 1991 года Республика Хорватия была провозглашена независимым государством.
|        | Портрет | Имя (годы жизни)                                                 | Полномочия      | Полномочия      | Партия                                 | Кабинет      | Пр.                  |
| Начало | Портрет | Имя (годы жизни)                                                 | Окончание       |                 | Партия                                 | Кабинет      | Пр.                  |
| ------ | ------- | ---------------------------------------------------------------- | --------------- | --------------- | -------------------------------------- | ------------ | -------------------- |
| (19)   |         | Звонко Бркич (1912—1977) сербохорв. Zvonko Brkić                 | 9 июня 1963     | 27 июня 1963    | Союз коммунистов Хорватии              | [ комм. 13 ] | [ 54 ] [ 60 ]        |
| 20     |         | Мика Шпиляк (1916—2007) сербохорв. Mika Špiljak                  | 27 июня 1963    | 11 мая 1967     | Союз коммунистов Хорватии              | [ комм. 13 ] | [ 67 ] [ 68 ]        |
| 21     |         | Савка Дабчевич-Кучар (1923—2009) сербохорв. Savka Dabčević-Kučar | 11 мая 1967     | 8 мая 1969      | Союз коммунистов Хорватии              | [ комм. 13 ] | [ 69 ] [ 70 ]        |
| 22     |         | Драгутин Харамия (1923—2012) сербохорв. Dragutin Haramija        | 8 мая 1969      | 28 декабря 1971 | Союз коммунистов Хорватии              | [ комм. 13 ] | [ 71 ] [ 72 ]        |
| 23     |         | Иво Перишин (1925—2008) сербохорв. Ivo Perisin                   | 28 декабря 1971 | 8 мая 1974      | Союз коммунистов Хорватии              | [ комм. 13 ] | [ 73 ] [ 74 ]        |
| 24     |         | Яков Сироткович (1922—2002) сербохорв. Jakov Sirotković          | 8 мая 1974      | 9 мая 1978      | Союз коммунистов Хорватии              | [ комм. 13 ] | [ 75 ] [ 76 ]        |
| 25     |         | Петар Флекович (1932—) сербохорв. Petar Fleković                 | 9 мая 1978      | июль 1982       | Союз коммунистов Хорватии              | [ комм. 13 ] | [ 77 ]               |
| 26     |         | Анте Маркович (1924—2011) сербохорв. Ante Marković               | июль 1982       | 20 ноября 1985  | Союз коммунистов Хорватии              | [ комм. 13 ] | [ 78 ] [ 79 ]        |
| 27     |         | Эма Дероси-Бьелаяц (1926—2020) сербохорв. Ema Derosi-Bjelajac    | 20 ноября 1985  | 10 мая 1986     | Союз коммунистов Хорватии              | [ комм. 13 ] | [ 80 ] [ 81 ]        |
| 28     |         | Антун Милович (1934—2008) сербохорв. Antun Milović               | 10 мая 1986     | 30 мая 1990     | Союз коммунистов Хорватии              | [ комм. 13 ] | [ 82 ] [ 83 ]        |
| 29     |         | Степан Месич (1934—) сербохорв. Stjepan Mesić                    | 30 мая 1990     | 24 августа 1990 | Хорватское демократическое содружество | Месич        | [ 84 ] [ 85 ] [ 86 ] |
| 30     |         | Йосип Манолич (1920—2024) сербохорв. Josip Manolić               | 24 августа 1990 | 25 июня 1991    | Хорватское демократическое содружество | Манолич      | [ 87 ]               |

## Период независимости (с 1991)
19 мая 1991 года в Республике Хорватии был проведён референдум о независимости, по результатам которого 25 июня 1991 года Сабор принял Декларацию о провозглашении суверенной и независимой Республики Хорватии (хорв. Deklaraciju o proglašenju suverene i samostalne Republike Hrvatske) и Конституционное решение о суверенитете и независимости Республики Хорватии. Государственным языком был объявлен хорватский.
В 1997 году в конституцию Хорватии были внесены изменения, определившие страну как «национальное государство хорватского народа и государство проживания коренных народов национальных меньшинств: сербов, чехов, словаков, итальянцев, венгров, евреев, немцев, австрийцев, украинцев, русинов и других…» (хорв. nacionalna država hrvatskog naroda i država pripadnika autohtonih nacionalnih manjina: Srba, Čeha, Slovaka, Talijana, Madžara, Židova, Nijemaca, Austrijanaca, Ukrajinaca, Rusina i drugih).
|            | Портрет        | Имя (годы жизни)                                                                                     | Полномочия      | Полномочия | Партия | Выборы          | Кабинет       | Пр.                     |
| Начало     | Портрет        | Имя (годы жизни)                                                                                     | Окончание       | | Партия | Выборы          | Кабинет       | Пр.                     |
| ---------- | -------------- | --- | --------------- | --- | --- | --------------- | ------------- | ----------------------- |
| (30)       |                | Йосип Манолич (1920—2024) хорв. Josip Manolić                                                        | 25 июня 1991    | 17 июля 1991 | Хорватское демократическое содружество | (1990)          | Манолич       | [ 87 ]                  |
| 31         |                | Франьо Грегурич (1939—) хорв. Franjo Gregurić                                                        | 17 июля 1991    | 12 августа 1992 | Хорватское демократическое содружество в коалиции с Социал-демократической партией Хорватии, Хорватской социал-либеральной партией, Хорватской христианско-демократической партией                               | (1990)          | Грегурич      | [ 92 ] [ 93 ]           |
| 32         |                | Хрвое Шаринич (1935—2017) хорв. Hrvoje Šarinić                                                       | 12 августа 1992 | 3 апреля 1993 | Хорватское демократическое содружество | 1992            | Шаринич       | [ 94 ] [ 95 ]           |
| 33         |                | Никица Валентич (1950—2023) хорв. Nikica Valentić                                                    | 3 апреля 1993   | 7 ноября 1995 | Хорватское демократическое содружество | 1992            | Валентич      | [ 96 ]                  |
| 34         |                | Златко Матеша (1949—) хорв. Zlatko Mateša                                                            | 7 ноября 1995   | 27 января 2000 | Хорватское демократическое содружество | 1995            | Матеша        | [ 97 ] [ 98 ]           |
| 35 (I—II)  |                | Ивица Рачан (1944—2007) хорв. Ivica Račan                                                            | 27 января 2000  | 30 июля 2002 | Социал-демократическая партия Хорватии в коалиции с Хорватской социал-либеральной партией, Хорватской народной партией, Хорватской крестьянской партией, Демократической ассамблеей Истрии и Либеральной партией | 2000            | Рачан (I)     | [ 99 ] [ 100 ]          |
| 35 (I—II)  | 30 июля 2002   | Ивица Рачан (1944—2007) хорв. Ivica Račan                                                            | 23 декабря 2003 | Социал-демократическая партия Хорватии в коалиции с Хорватской народной партией, Хорватской крестьянской партией, Либеральной партией и Партией либеральных демократов    | Рачан (II) | 2000            |               | [ 99 ] [ 100 ]          |
| 36 (I—II)  |                | Иво Санадер (1953—) хорв. Ivo Sanader                                                                | 23 декабря 2003 | 12 января 2008 | Хорватское демократическое содружество в коалиции с Демократическим центром | 2003            | Санадер (I)   | [ 101 ] [ 102 ] [ 103 ] |
| 36 (I—II)  | 12 января 2008 | Иво Санадер (1953—) хорв. Ivo Sanader                                                                | 6 июля 2009     | Хорватское демократическое содружество в коалиции с Хорватской социал-либеральной партией, Хорватской крестьянской партией и Независимой демократической сербской партией | 2007 | Санадер (II)    |               | [ 101 ] [ 102 ] [ 103 ] |
| 37         |                | Ядранка Косор (1953—) хорв. Jadranka Kosor урожд. Ядранка Влаисавльевич хорв. Jadranka Vlaisavljević | 6 июля 2009     | Хорватское демократическое содружество в коалиции с Хорватской социал-либеральной партией, Хорватской крестьянской партией и Независимой демократической сербской партией | 2007 | 23 декабря 2011 | Косор         | [ 104 ] [ 105 ] [ 106 ] |
| 38         |                | Зоран Миланович (1966—) хорв. Zoran Milanović                                                        | 23 декабря 2011 | 22 января 2016 | Социал-демократическая партия Хорватии в коалиции «Кукурику» с Хорватской народной партией — Либеральными демократами и Демократической ассамблеей Истрии                                                        | 2011            | Миланович     | [ 107 ] [ 108 ]         |
| 39         |                | Тихомир Орешкович (1966—) хорв. Tihomir Orešković                                                    | 22 января 2016  | 16 октября 2016 | независимый в коалиции с Хорватским демократическим содружеством и Мостом независимых списков | 2015            | Орешкович     | [ 109 ] [ 110 ]         |
| 40 (I—III) |                | Андрей Пленкович (1970—) хорв. Andrej Plenković                                                      | 16 октября 2016 | 23 июля 2020 | Хорватское демократическое содружество до 28 апреля 2017 года в коалиции с Мостом независимых списков, с 9 июня 2017 года в коалиции с Хорватской народной партией — Либеральными демократами                    | 2016            | Пленкович (I) | [ 111 ] [ 112 ] [ 113 ] |
| 40 (I—III) | 23 июля 2020   | Андрей Пленкович (1970—) хорв. Andrej Plenković                                                      | 17 мая 2024     | Хорватское демократическое содружество в коалиции с Независимой демократической сербской партией                                                                          | 2020 | Пленкович (II)  |               | [ 111 ] [ 112 ] [ 113 ] |
| 40 (I—III) | 17 мая 2024    | Андрей Пленкович (1970—) хорв. Andrej Plenković                                                      | действующий     | Хорватское демократическое содружество в коалиции с Отечественным движением                                                                                               | 2024 | Пленкович (III) |               | [ 111 ] [ 112 ] [ 113 ] |

### Сербская государственность в Хорватии (1991—1995)

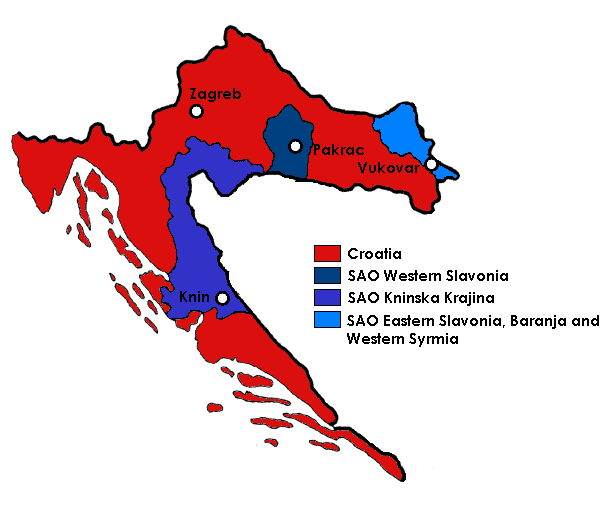
Сербские автономные области на территории Хорватии (1991 г.)

По социалистической конституции Хорватии 1974 года республика могла выйти из состава Югославии только при согласии всех «конституционных» народов, включая сербов. Это норма была прекращена с принятием 25 июля 1990 года новой конституции, что вызвало протест сербских общин, которыми было создано Сербское народное вече (серб. Српско народно вјеће) как представительный орган сербского народа в Хорватии и принята Декларация о его суверенитете. 30 сентября 1990 года была провозглашена Ассоциация муниципалитетов Северной Далмации и Лики (серб. Заједница општина Сјеверне Далмације и Лике), 21 декабря 1990 года преобразованная в Сербскую автономную область Краина (серб. Српска аутономна област Крајина). 28 февраля 1991 года было провозглашено, что в случае независимости Хорватии Краина выйдет из неё, оставшись в составе Югославии. На прошедшем 12 мая 1991 года в Краине референдуме (с участием только сербского населения) это решение было поддержано. После объявления 25 июня 1991 года независимости Хорватии на её территории развернулся военный конфликт с участием армейских и добровольческих соединений Хорватии, Югославии, хорватских и боснийских сербов.
В других сербских регионах Хорватии в ответ на её независимость также были провозглашены автономии — сразу, 25 июня 1991 года, Сербская автономная область Восточная Славония, Баранья и Западный Срем (серб. Српска аутономна област Источна Славонија, Барања и Западни Срем), а 12 августа 1991 года — Сербская автономная область Западная Славония (серб. Srpska autonomna oblast Zapadna Slavonija). 19 декабря 1991 года была провозглашена независимая Республика Сербская Краина (серб. Република Српска Крајина), Западная Славония вошла в неё 5 января 1992 года, Восточная Славония, Баранья и Западный Срем вошли 26 февраля 1992 года.
К 5 августа 1995 года в результате военных операций «Молния» и «Буря» Хорватия заняла основную территорию Сербской Краины. 15 января 1998 года в состав Хорватии были включены находившиеся с 15 января 1996 года по управлением Временной администрация ООН для Восточной Славонии, Бараньи и Западного Срема территории.

#### Краина (1991)
Правительство Сербской автономной области Краина (серб. Српска аутономна област Крајина) как отдельный орган было сформировано 30 апреля 1991 года и прекратило существование после провозглашения 19 декабря 1991 года независимости Республики Сербская Краина. До 29 мая 1991 года правительство называлось Исполнительное вече (серб. Извршно веће), а название должности его руководителя было председатель Исполнительного веча (серб. предсjeдник Извршног већа). Позже правительство возглавлял его председатель (серб. председник владе).
|        | Портрет | Имя (годы жизни)                          | Полномочия     | Полномочия      | Партия                          | Пр.             |
| Начало | Портрет | Имя (годы жизни)                          | Окончание      |                 | Партия                          | Пр.             |
| ------ | ------- | ----------------------------------------- | -------------- | --------------- | ------------------------------- | --------------- |
| А      |         | Милан Бабич (1956—2006) серб. Милан Бабић | 30 апреля 1991 | 19 декабря 1991 | Сербская демократическая партия | [ 124 ] [ 125 ] |

#### Восточная Славония, Баранья и Западный Срем (1991—1992)
Правительство Сербской автономной области Восточная Славония, Баранья и Западный Срем (серб. Српска аутономна област Источна Славонија, Барања и Западни Срем) было образовано в день её провозглашения и расформировано после вхождения автономии в состав Республики Сербская Краина. Возглавлял правительство его председатель (серб. председник владе).
|        | Портрет          | Имя (годы жизни)                           | Полномочия      | Полномочия       | Партия                          | Пр.             |
| Начало | Портрет          | Имя (годы жизни)                           | Окончание       |                  | Партия                          | Пр.             |
| ------ | ---------------- | ------------------------------------------ | --------------- | ---------------- | ------------------------------- | --------------- |
| и. о.  |                  | Горан Хаджич (1958—2016) серб. Горан Хаџић | 25 июня 1991    | 26 сентября 1991 | Сербская демократическая партия | [ 126 ] [ 127 ] |
| А      | 25 сентября 1991 | Горан Хаджич (1958—2016) серб. Горан Хаџић | 26 февраля 1992 |                  | Сербская демократическая партия | [ 126 ] [ 127 ] |

#### Западная Славония (1991—1992)
В Сербской автономной области Западная Славония (серб. Српска аутономна област Западна Славонија) правительство как отдельный орган сформировано не было, управление осуществлялось непосредственно президентом автономии Велько Джакулой.

#### Республика Сербская Краина (1991—1995)
19 декабря 1991 года была провозглашена независимая Республика Сербская Краина (серб. Република Српска Крајина), главой её правительства являлся председатель правительства (серб. предсједник владе).
|        | Портрет | Имя (годы жизни)                                    | Полномочия      | Полномочия      | Партия                          | Пр.             |
| Начало | Портрет | Имя (годы жизни)                                    | Окончание       |                 | Партия                          | Пр.             |
| ------ | ------- | --------------------------------------------------- | --------------- | --------------- | ------------------------------- | --------------- |
| А      |         | Ристо Маткович (?—?) серб. Ристо Матковић           | 19 декабря 1991 | 26 февраля 1992 | Сербская демократическая партия | [ 129 ]         |
| Б      |         | Здравко Зечевич (?—?) серб. Здравко Зечевић         | 26 февраля 1992 | 28 марта 1993   | Сербская демократическая партия | [ 129 ]         |
| В      |         | Джёрдже Бьегович (?—?) серб. Ђорђе Бјеговић         | 28 марта 1993   | 21 апреля 1994  | Сербская демократическая партия | [ 130 ]         |
| Г      |         | Борислав Микелич (1939—2018) серб. Борислав Микелић | 21 апреля 1994  | 27 июля 1995    | Сербская демократическая партия | [ 131 ] [ 132 ] |
| Д      |         | Милан Бабич (1956—2006) серб. Милан Бабић           | 27 июля 1995    | 5 августа 1995  | Сербская демократическая партия | [ 124 ] [ 125 ] |